# دانشگاه آلفرد نوبل
دانشگاه آلفرد نوبل (به لاتین: Alfred Nobel University) یک دانشگاه در اوکراین است که در دنیپرو واقع شده‌است.